# Medieval II: Total War
Medieval II: Total War a 2002-ben megjelent Medieval: Total War című számítógépes játék folytatása, a Total War széria negyedik része. A sorozat többi részéhez hasonlóan megtalálhatóak benne a valós idejű stratégiai elemek éppúgy, mint a körökre osztott stratégiai elemek. A játékban 1080-tól 1530-ig vezethetünk hadjáratokat Európán kívül Észak-Afrikába, a Közel-Keletre, valamint Dél-Amerikába a középkori haditechnikát segítségül hívva. A háborúk mellett a diplomácia is nagyon fontos elemet képez és elengedhetetlen a győzelemhez.

## Játékmenet
Az egyjátékos mód elkülöníthető négy részre:

### Grand Campaign (Nagy hadjárat)
Egy nemzetet kiválasztva itt kezdhetjük el világhódító utunkat. Minden nemzetnek van egy célja amit a játék végéig teljesítenie kell. Választhatunk hosszú távú és rövid távú cél között. Rövid távú cél lehet egy vagy két adott ország leigázása és 15-20 település elfoglalása. A hosszú távú célba beletartozik 45 település elfoglalása, illetve egy jelentős város birtoklása. Jelentős város lehet Jeruzsálem, Róma vagy Konstantinápoly.

### Custom Battle (Egyedi csata)
Ebben a játékmódban mi állíthatjuk be azt, hogy ki ellen akarunk harcolni, és finomhangolhatjuk a csata körülményeit, helyszínét, időpontját, a környezeti hatásokat (Például essen-e az eső vagy legyen-e köd).

### Quick Battle (Gyors csata)
A számítógép automatikusan generál nekünk egy véletlenszerű csatát.

### Historical Battle (Történelmi csaták)
A valóságban is megtörtént hét fontos ütközetet játszhatjuk végig. Ezek a következők:
- Az agincourti ütközet, 1415 Angol Királyság – Francia Királyság
- Arszufi csata, 1191.Angol Királyság – Egyiptomi Birodalom
- Hastingsi csata
- Otumbai csata, 1520. Spanyol Királyság – Azték Birodalom
- Páviai csata, 1525. Német-római Birodalom, Spanyol Királyság – Francia Királyság
- Tannenbergi csata, 1410. Lengyel Királyság – Német-római Birodalom
- Setenil ostroma, 1484. Spanyol Királyság – Almoravida Birodalom (itt a spanyolok az ostromlók).

A játékhoz több plusz ilyen csata készült, egyet szeretnék itt bemutatni:
- Maclodioi csata, 1427. Velencei Köztársaság – Milánói Hercegség – A csatában megdöbbentő, hogy mindkét sereg mekkora lovassággal rendelkezik.

## Választható államok
A játékban huszonegy különböző nép szerepel, ezek közül tizenhét játszható Grand Campaign módban. Kezdetben csak öt ország választható:
- Angol Királyság: Erős íjász és gyalogos egységek, de silány lovasság. Kezdeti területei a mai Angliában és Normandiában terülnek el.
- Francia Királyság: A nyugati vidék legjobb nehézlovassága, és a puskapor feltalálása után erős gyalogság, de ez előtt viszonylag gyenge gyalogság és íjászok. A játék kezdetén a mai Franciaország jelentős részét uralják.
- Német-római Birodalom: Korai és közép időszakban egyformán erős gyalogság, lovasság és íjászok, de késői időszakban viszonylag gyenge gyalogság és középszerű távolsági fegyveresek. Területei a mai Németországban, Ausztriában, Olaszországban és Svájcban terülnek el.
- Spanyol Királyság (Kasztíliai Királyság): Kiváló hajók, jó könnyűgyalogság és lovasság, középszerű íjászok. Gyengéje a késői időszakban van, ugyanis ekkor egyáltalán nem rendelkezik nehézgyalogsággal és lándzsásokkal. Területei a mai Spanyolország jelentős területe.
- Velencei Köztársaság: Kitűnő gyalogság, középszerű íjászok és már korán is fejlettebb technológia, de szegényes lovasság. Területei az Adriai-tenger partját mossák, illetve ők uralkodnak Kréta szigetén is.

A következő országokat az elfoglalásuk után irányíthatjuk:
- Milánói Hercegség: Hadseregük a velenceire hasonlít: kiváló gyalogság. Lovasságuk javult, de támadásban még mindig gyenge, a velenceiek erős gyarmatosító csapatai helyét pedig fejlett számszeríjászok veszik át. Területe Északnyugat-Olaszország.
- Szicíliai Királyság: Erős milicista gyalogság, normann lovagok és muzulmán íjászok, de ez mind megszűnik a gyalogságon kívül a késői időszakra. Területe a játék kezdetén dél Itália és Szicília.
- Skót Királyság: Kiváló, lovasság ellen fölényes pikások és lándzsások, jó könnyűgyalogság, nagyon gyenge és kicsiny választékú lovasság. Területe Skócia, észak Britanniában.
- Bizánci Birodalom: Jó nehézlovasság, lovasíjászok, és nagyon erős íjászok. Gyengesége abban mutatkozik, hogy a késői korban nem rendelkezik olyan egységekkel amelyek puskaport használnának, kivéve ágyukkal, de azokkal is csak szegényesen. Területük az Égei-tenger partvidékére, Ciprusra és Kis-Ázsiai területekre terjed ki.
- Orosz Nagyfejedelemség: Lovasíjászok és könnyűlovasság jó keveréke, feledhetetlenül gyenge gyalogság a korai és középső időszakokban. Kései időszakban számos ágyú. Területe a játék elején még csak tükrözi a későbbi Oroszországot.
- Egyiptomi Birodalom: Erős lovasság, azaz erős könnyű- nehéz- és távolsági lovasság, kiváltképp a mamelukok. Lovas íjászokkal is rendelkeznek, meg kis számban tevékkel (lovasság ellen fölényes) de a közelharci lovasságuk is ütős. Emellett: kiváló gyalogos íjászok. Gyengéjük a gyalogság silány választéka, főleg a nehézgyalogság hiánya. Területük: a mai Egyiptom és Palesztina
- Almoravida Birodalom: Ez a nép nem mások mint a mórok, berberek. Hadseregük lovasok és gyalogosok hatékony keverékéből áll, nagyon hatékony lándzsásokkal együtt. Sajnos a késői időszakban hadseregük minden része a középszerűre esik vissza. Területük a régi Karthágói területek nagy része, de Korzika, Szicília és Szardínia nincs benne.
- Török Birodalom
- Portugál Királyság: Kitűnő könnyűgyalogság és hajók, jó könnyűlovasság, de nincs igazán hivatásos hadsereg. Területük a mai Portugália és függő területek Észak-Spanyolországban.
- Dán Királyság: Erős, változatos gyalogság ami nagyrészt bárddal vagy karddal van fölfegyverezve (ezért gyengébbek lovasság ellen, de gyalogság ellen fölényesek). Gyengéjük, hogy a nehézlovasságuk erőtlen, könnyűlovassággal meg alig rendelkeznek. Kezdeti területük a mai Dánia területe.
- Lengyel Királyság: Nagyon erős lovasság. Seregük nagyrészt a magyarokéra hasonlít. íjászai igaz gyengébbek, és a lovasíjászok helyét dárdahajító és számszeríjász lovasság vette át. Ezt ellensúlyozza hogy korai időszakban is jobb gyalogságuk van, és később lesznek kézi ágyúsaik is. Területük a játék kezdetén a mai Lengyelországra terjed ki.
- Magyar Királyság: Talán a játék legjobb lovasíjászaival rendelkeznek korai időszakban, kései és közép időszakban pedig rettegett nehézlovasság váltja fel. A gyalogság eleinte nagyrészt csak lándzsásokból áll, közép időszakban jelentek meg az egyéb külterületi gyalogság, ami már kardot, baltát és alabárdot is szívesen használ. Gyalogságuk tehát: támadásban középszerű védekezésben Komolyan elfogadható. A hadseregüket még jellemzi a kiváló balkáni íjászok: akárcsak a bizánciak íjászai. Hadseregük fejlődés szempontjából mindig az első országok között áll: bár gyalogságuk sosem lesz tökéletes, fejlődik! A korai időszakban nem igazán fejlettek, olyan középszerűek, de ezt javítják a lovasíjászok. Területük a játék elején a Kárpát-medence nagy része.

Van még három nemzet, amit Grand Campaign módban kezdetben nem lehet irányítani:
- Azték Birodalom
- Mongol Birodalom
- Timurida Birodalom

Egy hivatalosan kiadott patch-ben azonban az összes néppel játszhatunk.
A szászokkal csak a Hastings-i csatában találkozhatunk, és ott is csak ellenük harcolhatunk.

## Kiegészítő
2007. március 30-án jelentették be a játékot kiegészítő első küldetéslemezt Medieval II: Total War: Kingdoms néven. Megjelenése 2007 őszére várható.